# Clapas de Thubiès
Le Clapas de Thubiès est un clapier du département de l'Aveyron, dans la vallée du Lot, sur la commune de Lassouts au sud-est d'Espalion, à la limite méridionale du massif de l'Aubrac. Il est situé approximativement entre 500 et 800 m d'altitude, en exposition nord. La forme est constituée de larges blocs anguleux. L'ensemble parait avancer comme un fleuve de pierres dans la forêt et constitue une formation géologique particulière. 

## Formation

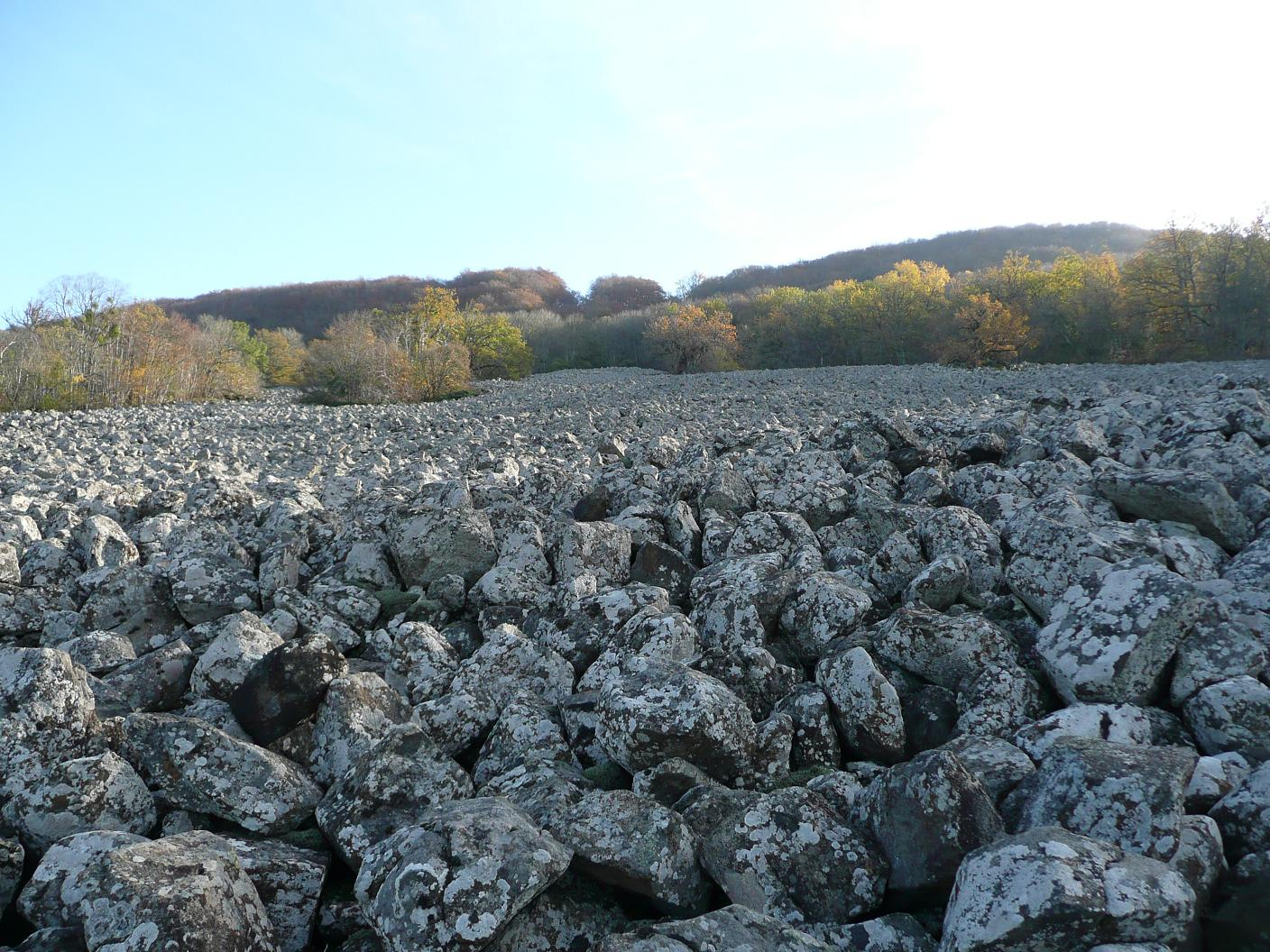
Éboulis basaltiques de Roquelaure : un héritage périglaciaire würmien

Improprement dénommé « coulée de lave de Roquelaure » et situé à proximité du hameau de Thubiès situé en limite des communes d'Espalion et Lassouts, il s'agit de débris d'orgues basaltiques tombés du Puech de Roquelaure par érosion de la coulée de lave du volcan de Roquelaure qui avait rempli la vallée d'une rivière préfigurant le Lot actuel. Par inversion de relief, cette coulée se trouve au-dessus d'un socle calcaire qui donne de l'eau à des sources souterraines ayant formé des vallons latéraux profonds. Les éboulis issus du démantèlement de la corniche basaltique ainsi mise en surplomb se sont accumulés dans ces vallons pour les remplir sur plusieurs dizaines de mètres de profondeur. Cependant les ruisseaux d'origine s'écoulent toujours de manière souterraine et continuent à évacuer les débris végétaux et sables tombant sur l'éboulis. Ainsi, il ne se forme pas de substrat nécessaire pour qu'une végétation autre que mousses ou lichens prenne pied.
Le site a évolué pendant les glaciations quaternaires par macrogélivation de l'affleurement basaltique et représente donc un exemple remarquable d'héritage périglaciaire dans ce secteur du Massif central. La structure de l'éboulis est due à l'illuviation des fines particules au sein de l'éboulis, probablement durant l'Holocène (arrêt des dynamiques périglaciaires à la suite du réchauffement climatique). L'absence de ces particules fines explique le caractère lacunaire du couvert végétal.
Les bourrelets transversaux visibles dans la partie ouest de l'éboulis pourraient témoigner de l'ancienne présence de glace (pergélisol) au sein de la formation. Elle aurait alors évolué en glacier rocheux ou en éboulis fluant, mais la confirmation de cette hypothèse nécessiterait de plus amples observations géomorphologiques[réf. nécessaire].
Cette formation fait penser aux « chirats » du massif du Pilat (Loire), constitués cette fois de roches cristallines et cristallophylliennes (leptynites).